# موتور سيد رضا سجادي
موتور سيد رضا سجادي (بالإنجليزية: Mowtowr-e Seyyed Reza Sajadi)‏ هي منطقة سكنية تقع في سيستان وبلوتشستان في إيران.